# Identity (EP của Victon)
Identity là EP thứ ba của nhóm nhạc nam Hàn Quốc VICTON. EP này được phát hành vào ngày 23 tháng 8 năm 2017 bao gồm 5 bài hát. Bài hát chủ đề Unbelievable được sử dụng để quảng bá cho EP này.

## Bối cảnh và phát hành
Ngày 4 tháng 8 năm 2017, trong một thông cáo báo chí, Plan A Entertainment đã xác nhận rằng VICTON sẽ trở lại sân khấu âm nhạc Hàn Quốc vào tháng 8. Ngày 13 tháng 8, những hình ảnh đầu tiên của đợt trở lại này đã được công ty chủ quản đăng tải trên các trang mạng xã hội chính thức của nhóm. Ngày 16 tháng 8, danh sách bài hát trong EP cũng đã được đăng tải. Từ ngày 17 đến 18 tháng 8, hình ảnh từng thành viên cũng như cả nhóm được đăng tải công khai trên các trang mạng. Ngày 20 tháng 8, teaser video của bài hát chủ đề được đăng tải trên trang Youtube chính thức của nhóm. Một ngày sau đó, công ty chủ quả đã đăng tải đoạn video giới thiệu các bài hát có trong EP này. Ngày 23 tháng 8 năm 2017, EP đã được phát hành với định dạng đĩa cứng cũng như nhạc số. Video âm nhạc của bài hát chủ đề cũng đã được đăng tải vào cùng ngày.

## Danh sách bài hát
※ In đậm là bài hát chủ đề.
| STT              | Nhan đề                    | Phổ lời                                     | Phổ nhạc                                    | Thời lượng |
| ---------------- | -------------------------- | ------------------------------------------- | ------------------------------------------- | ---------- |
| 1.               | "Unbelievable" (말도 안돼) | Beom & Nang, Han Seungwoo, Do Hanse         | Beom & Nang, Han Seungwoo                   | 3:16       |
| 2.               | "Stay With Me" (뺏길까봐)  | Jung Hohyun, Choi Hyunjoon, Do Hanse        | Jung Hohyun, Choi Hyunjoon                  | 3:26       |
| 3.               | "Slow Goodbye" (느린 이별) | Esbee, Dongnaehyung, Won Youngheon, Yamaart | Esbee, Dongnaehyung, Won Youngheon, Yamaart | 3:27       |
| 4.               | "Flower"                   | Beverly Kidz, Han Seungwoo, Do Hanse        | Beverly Kidz                                | 3:37       |
| 5.               | "Light"                    | Obros, Kim Jwayoung, Han Seungwoo, Do Hanse | Obros, Kim Jwayoung                         | 4:00       |
| Tổng thời lượng: | Tổng thời lượng:           | Tổng thời lượng:                            | Tổng thời lượng:                            | 17:46      |

## Xếp hạng
| Bảng xếp hạng                      | Vị trí cao nhất |
| ---------------------------------- | --------------- |
| Bảng xếp hạng album tuần của Gaon  | 6               |
| Bảng xếp hạng album tháng của Gaon | 17              |
| Bảng xếp hạng album năm của Gaon   |                 |

### Doanh số và chứng nhận
| Nhà cung cấp (2017)         | Số lượng |
| --------------------------- | -------- |
| Bảng xếp hạng đĩa cứng Gaon | 16.633+  |